# كال نخاب (رقة)
كال نخاب (بالفارسية: کال نخاب) هي مستوطنة تقع في إيران في قسم رقة الريفي. يقدر عدد سكانها بـ 26 نسمة .